# Anschlagsserie in Nigeria am 25. Dezember 2011
Bei einer Serie von Anschläge auf Kirchen in Nigeria am 25. Dezember 2011 wurden am ersten Weihnachtstag 2011 im nördlichen Nigeria mindestens 39 Menschen getötet und Dutzende weitere verletzt. Die islamistische Terrorgruppe Boko Haram bekannte sich zu den Anschlägen in Madalla, Jos, Gadaka, und Damaturu.

## Hintergrund
Im sogenannten Scharia-Konflikt kämpft Boko Haram offiziell für die Einführung einer strengen Form der Scharia und hat sich bereits mehrfach zu Bombenanschlägen und Überfällen auf Kirchen und staatliche Einrichtungen in Nigeria bekannt. Angeblich wollten sie Vergeltung für den Tod von Muslimen während des Eid al-Fitr Anfang September üben. Bereits 2010 hatte es mehr als 80 Tote bei Angriffen auf christliche Weihnachtsfeiern gegeben. In den Wochen vor Weihnachten 2011 verschärfte sich der Konflikt zusätzlich aufgrund von Gefechten zwischen Regierungstruppen und Boko Haram im Nordosten des Landes. So wurde nach Angaben von Menschenrechtsaktivisten mehr als 100 Menschen getötet, darunter auch zahlreiche Kämpfer der Islamisten. Viele Bewohner waren zum Zeitpunkt der Anschläge auf der Flucht.
Christoph von Marschall sagte im Tagesspiegel, es handele sich nicht um einen religiösen Konflikt, tatsächlich streiten sich die Menschen „nicht um theologische Fragen“. Hintergrund sei vielmehr „ein langer Machtkampf zwischen dem muslimischen Norden und dem christlichen Süden um Einfluss und Ressourcen“. Triebkräfte der Gewalt seien „ein komplizierter Mix aus dem Streben nach sozialer Emanzipation, ökonomischer Teilhabe und Rache für erlittenes Unrecht.“

## Anschläge
Bei dem Anschlag auf die St. Theresa Catholic Church in Madalla, einer etwa 40 km vom Stadtzentrum von Abuja entfernten Satellitenstadt, wurden nach Angaben der National Emergency Management Agency (NEMA) 35 Personen getötet und 52 weitere teilweise lebensgefährlich verletzt. Eine Bombe explodierte außerhalb der Kirche, deren Kapazität etwa 1000 Menschen die Teilnahme am Gottesdienst ermöglicht. Das Gebäude wurde durch die Explosion erheblich beschädigt.
Eine Explosion ereignete sich auch an der Mountain of Fire and Miracles Church in Jos. Dadurch wurde eine Person getötet. Ein Bewaffneter eröffnete im weiteren Verlauf das Feuer auf Polizisten und tötete einen der Beamten. Zwei weitere Sprengkörper wurden in einem nahegelegenen Haus gefunden und entschärft.
Zwei weitere Explosionen ereigneten sich in der Stadt Damaturu sowie eine andere an einer Kirche in der im Nordwesten Nigerias gelegenen Stadt Gadaka. Mindestens eine der beiden Anschläge in Damaturu war die Tat eines Selbstmordattentäter, der mit einem Auto das Hauptquartier des staatlichen Sicherheitsdienstes in der Stadt rammte. Durch diese Explosion wurden drei Personen getötet.

## Reaktionen
Die Anschläge wurden weltweit verurteilt. In der Folge der Anschläge kam es zu mehreren Racheakten. Am 27. Dezember warfen Unbekannte einen Brandsatz in eine Koranschule in Port Harcourt. Der Präsident des christlichen Dachverbandes (CAN), Pastor Ayo Oritsejafor, rief Christen zur Selbstverteidigung auf. Außerdem seien muslimische Führer und traditionelle Herrscher mitverantwortlich, weil sie den Terror nicht scharf genug verurteilen würden.
Die nigerianische Regierung appellierte an die Christen, auf Vergeltung für die Anschläge zu verzichten. Der Sultan von Sokoto, Muhammad Sa'ad Abubakar, sagte, es gehe nicht um einen „Konflikt zwischen Muslimen und Christen“, sondern zwischen „bösen und guten Menschen“.
Am Silvestertag wurde von Präsident Goodluck Jonathan, mit Blick auf die Anschläge, der Ausnahmezustand in Borno sowie Teilen von Yobe, Niger und Plateau ausgerufen.